# Drimia glaucescens
Drimia glaucescens là một loài thực vật có hoa trong họ Măng tây. Loài này được (Engl. & K.Krause) H.Scholz mô tả khoa học đầu tiên năm 1989.